# Edwin Toovey
Pour les articles homonymes, voir Toovey.

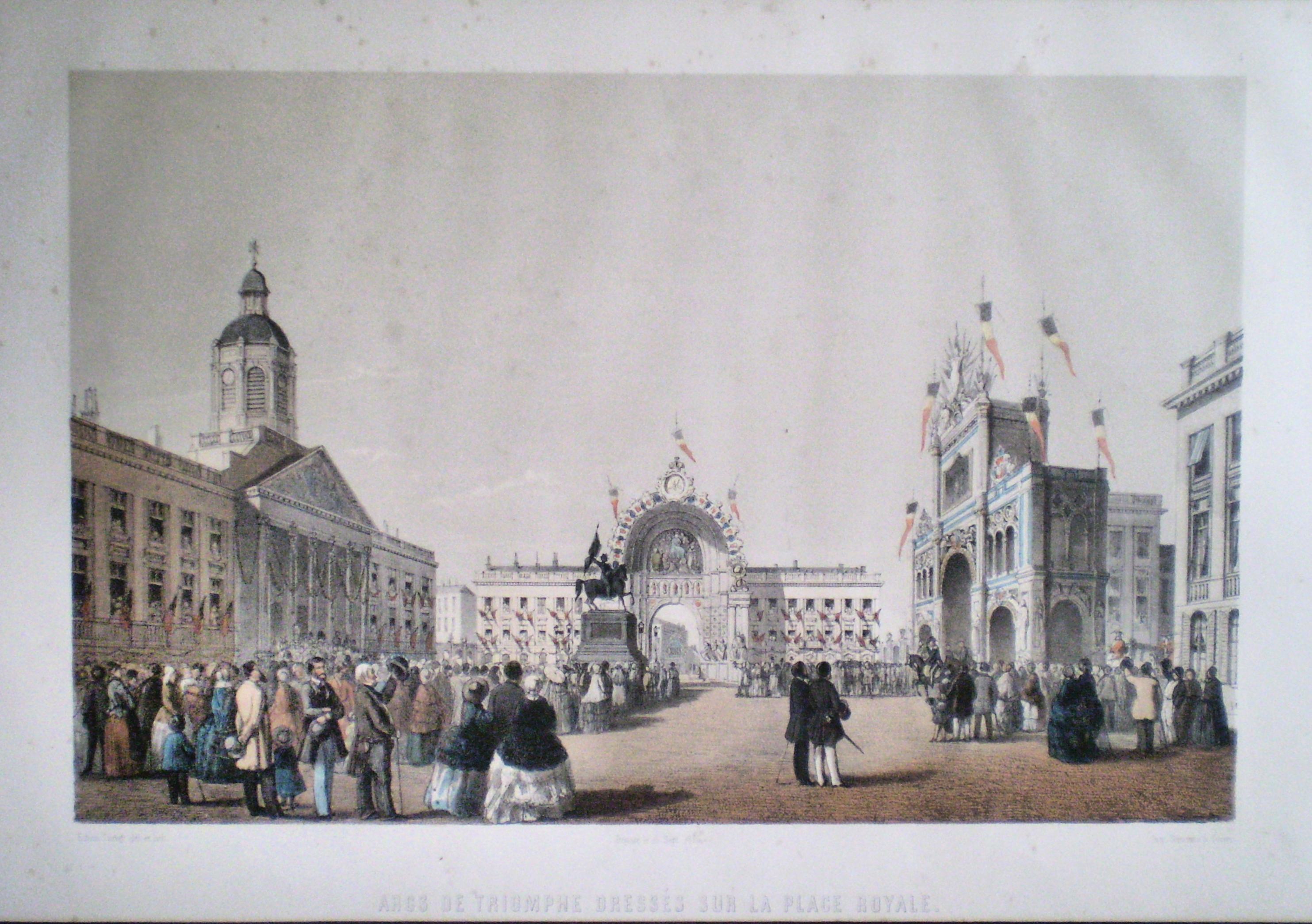
Lithographie d'Edwin Toovey : Arcs de triomphe dressés sur la Place Royale à Bruxelles lors des cérémonies et fêtes qui ont eu lieu du 21 au 23 juillet 1856, à l'occasion du XXVe anniversaire de l'inauguration du règne de sa Majesté le roi Léopold Ier (Imprimé chez Gustave Simonau & William Toovey, édité par Jules Géruzet, libraire et photographe, rue des Éperonniers, 6, à Bruxelles, 1856).

Edwin Toovey, né à Sawbridgeworth, Hertfordshire, en 1826, et mort à Bruxelles en 1906, est un peintre, aquarelliste et surtout lithographe anglais.

## Biographie
Edwin Toovey s'installa à Bruxelles après son mariage en 1860 tout en gardant des liens étroits avec l'Angleterre: il résida à Leamington Spa, Warwickshire, pendant une vingtaine d'années.
Membre de la Royal Society of Arts de Birmingham, il y exposa de nombreuses fois, notamment en 1876 avec son fils Richard Toovey (Bruxelles, 1861 - Leamington Spa, 1927).
Il exposa également à la Société des amis des arts de Bordeaux de 1858 à 1863, des aquarelles.
Il peignit surtout de mélancoliques et grands paysages.
Il consacra également son talent de lithographe à reproduire les vues des nouveaux sites industriels de Belgique tels que la Fonderie royale de Canons à Liège.
Edwin Toovey était le frère de William Toovey qui s’associa avec l’aquarelliste et lithographe Gustave Simonau, avec lequel il fonda une importante imprimerie lithographique, rue de la Pompe, à Bruxelles. Le photographe Jules Géruzet leur servit souvent d'éditeur.